# Andreína Caro
Andreína Caro es una actriz, modelo y locutora venezolana.

## Carrera
Andreína estudió Comunicación Social en su país natal. Allí debutó en el mundo del espectáculo en un programa de televisión infantil llamado El club de los tigritos, transmitido por la cadena Venevisión. Más tarde integró el reparto en pequeños papeles en las telenovelas venezolanas Estrambótica Anastasia, Por todo lo alto y Camaleona. Su primer papel importante ocurrió en la telenovela Calle Luna, Calle Sol, producción transmitida por RCTV en 2009, interpretando el papel de Alexandra Valecillos. En 2011 interpretó a Ruby Maldonado en la telenovela Amar y temer, producción colombiana de corte histórico transmitida por Caracol Televisión. En dicha telenovela compartió elenco internacional con actores como Diana Hoyos, Salvador del Solar, Nicolás Montero y Estefanía Godoy.

## Filmografía

### Televisión
- El club de los tigritos (1997)
- Estrambótica Anastasia (2004)
- Por todo lo alto (2006)
- Camaleona (2007)
- Calle luna, Calle sol (2009)
- Amar y temer (2011)
- Que el cielo me explique (2011)